# Huba

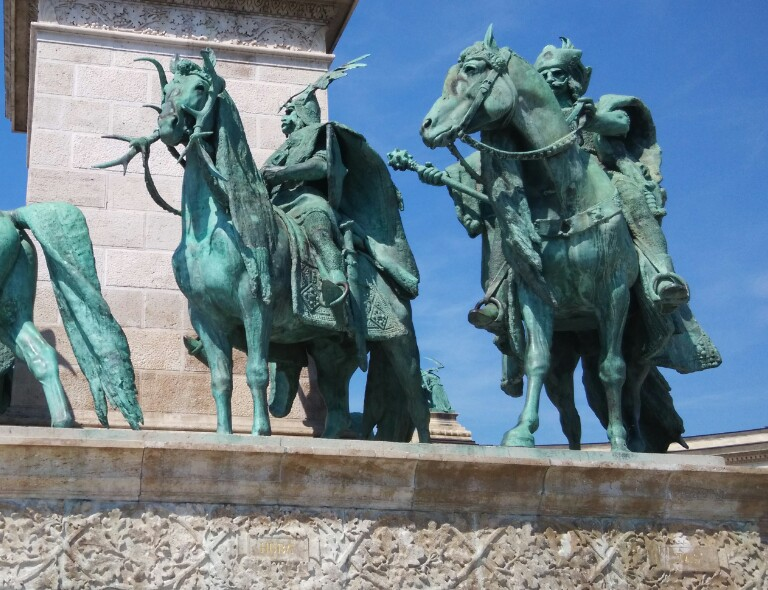
Estatuas ecuestres de Huba y Tas. Budapest

Huba (¿-?), uno de los siete jefes tribales húngaros que movilizaron a su nación en el siglo X hacia Europa desde Asia.

## Biografía
Huba era jefe de la tribu húngara de los Kürt-Gyarmat y uno de los siete líderes tribales húngaros junto con Előd, Tas, Töhötöm, Ond, Kond, bajo la conducción del Príncipe Álmos. Según la crónica medieval conocida como la Gesta Hungarorum, Huba fue enviado junto con los jefes Szoárd y Kadocsa por el Gran Príncipe Árpád a conquistar la región del norte de Hungría, una vez que entraron en la Cuenca de los Cárpatos en el 895. Luego de hacer uso del arco y la flecha, así como de técnicas de guerra desconocidas para la mayoría de los habitantes locales, Huba tomó las ciudades cercanas a Nitra e hizo correr a las tropas de Zobor, el caudillo de los eslavos, forzándolos a refugiarse en la fortaleza principal.
De esta manera, concluida la batalla, los prisioneros eslavos fueron llevados ante Árpád, quien luego de liberarlos, nombró gobernador de toda esta región a Huba, otorgándole los territorios hasta los lindes del bosque Törzsök, junto al río Žitava.